# エレパンティス (ギリシア神話)
エレパンティス（古希: Ἐλεφαντίς, Elephantis）は、ギリシア神話の女性である。アルゴスの王ダナオスの妻の1人で、ヒュペルムネーストラーとゴルゴポネーの母。娘たちはそれぞれエジプト王アイギュプトスとアルギュピエーの息子リュンケウス、プローテウスと結婚した。ゴルゴポネーは他のダナオスの娘たち（ダナイデス）と同様に、父の命で結婚相手を殺したが、ヒュペルムネーストラーは唯一夫を殺さず、後にリュンケウスとの結婚を認められてペルセウス王家の祖となった。